# Damalis beijingensis
Damalis beijingensis là một loài ruồi trong họ Asilidae. Damalis beijingensis được Shi miêu tả năm 1995. Loài này phân bố ở vùng Cổ Bắc giới và châu Á.